# Csicser
Csicser (szlovákul: Čičarovce) község Szlovákiában, a Kassai kerület Nagymihályi járásában.

## Fekvése
Nagykapostól 4 km-re délnyugatra, a Latorca jobb oldalán fekszik.

## Története
A község területe a régészeti leletek tanúsága szerint már a kőkorszakban lakott volt.
1263-ban birtokosa, Csicseri Szobeszlav adománylevelében említik először. A 13. században már plébániája is volt, papját név szerint is megemlítik. 1284-ben említik templomát is. A községnek 1458-ig vámszedési joga volt. A 14.–19. század között a Csicser, Orosz és Ormós családok birtokolták. A 14. században súlyos birtokviszályok színhelye volt a község. 1359-ben a leleszi kolostor kirablásával bosszulták meg Csicsery János megyegyűlésen történt meggyilkolását. 1365-ben az itteni földesurak jobbágyai kétszer is betörtek Nagykaposra. Előbb elhajtottak egy marhacsordát, majd még abban az évben ismét megtámadták Kapost, megkínozták és megverték a jobbágyokat, kirabolták a templomot. A Csicseriek hatalmát jelzi, hogy birtokközpontjukon várkastélyt is emeltek. 1425-ben 8 portát számláltak a településen. A 15. század közepén Csicsery Zsigmond és fia Mihály, Giskra János huszitáival elpusztíttatta és kiraboltatta a falut. Elvitték a család összes kincseit. 1600-ban 28 lakóház állt a faluban. A 17. század vallásháborúi alaposan megritkították a falu lakosságát, 1697-ben 7 jobbágycsalád élt a településen. 1715-ben 22 ház állt a községben. A 18. század közepén az Orosz és Barkóczy család volt a falu földesura.
A 18. század végén, 1796-ban Vályi András így ír róla: „CSICSER. Csitsovtze. Magyar, és tót falu Ungvár Vármegyében, birtokosai külömbféle Urak, lakosai katolikusok, ó hitűek, és reformátusok, fekszik Pálocztól 3/4. mértföldnyire, Latorcza vizének Ung öblével való egyesűlésénél, határjának jó termékenységéhez ’s egyéb vagyonnyaihoz képest, első Osztálybéli.”
1828-ban 155 házban 1243 lakos élt, ezzel Ung vármegye egyik legnagyobb faluja volt.
Fényes Elek 1851-ben kiadott geográfiai szótárában így ír a faluról: „Csicser, magyar falu, Ungh vmegyében, N.-Kaposhoz nyugotra 3/4 órányira: 251 r., 175 g. kath., 545 ref., 53 zsidó lak. Róm. és gör. kath. és ref. anyatemplom. Van gazdag szántófölde, erdeje, sok rétje, tava. F. u. Orosz, Buday, Ajtay, gr. Barkóczy, s m. ut. p. Ungvár.”
1869-ben volt a legnépesebb, ekkor 1369 lakosa volt. Lakói földműveléssel és állattenyésztéssel foglalkoztak. 1920-ig Ung vármegye Nagykaposi járásához tartozott, majd az újonnan létrehozott csehszlovák államhoz csatolták. 1938-1945 között ismét Magyarország része.

## Népessége
| Év:            | 1994. | 2004.    | 2014.   | 2024.   |
| -------------- | ----- | -------- | ------- | ------- |
| Emberek száma: | 732   | 852      | 901     | 928     |
| Eltérés:       |       | +16,39 % | +5,75 % | +2,99 % |

| Év:            | 2023. | 2024.   |
| -------------- | ----- | ------- |
| Emberek száma: | 930   | 928     |
| Eltérés:       |       | -0,21 % |

1910-ben 1203-an, túlnyomórészt magyar anyanyelvűek lakták.
2001-ben 827 lakosából 774 magyar és 52 szlovák volt.
2011-ben 891 lakosából 827 magyar és 53 szlovák volt.

## Nevezetességei
- Református temploma a 12. és 13. század fordulóján, román stílusban emelt Szent György templom helyén épült 1284 előtt. A templom a 17. században lett a reformátusoké és már nem is adták vissza. 1784-ben újjáépítették. 1819-ben, 1863-ban és 1935-ben megújították.
- Római katolikus templomát 1796 és 1800 között építették a korábbi, 1765-ben emelt fatemplom helyén.
- Görögkatolikus temploma 1900 és 1903 között készült neoklasszicista stílusban. Elődje egy 1750 körül épített fatemplom volt.
- Szeplőtelen Szűz Mária tiszteletére szentelt kápolnáját a 18. század végén a Lónyay család létesítette.